# Aurelio Achilleo
Aurelio Achilleo (in latino Aurelius Achilleus; ... – 298) è stato un generale e politico romano che si ribellò all'imperatore Diocleziano controllando l'Egitto.

## Biografia
Dopo aver preso il potere, l'imperatore romano Diocleziano iniziò una riforma politica ed economica dell'Impero. Questa politica tolse il suo carattere di provincia sui generis all'Egitto, e fu male accolta dalla popolazione locale. Quando Galerio fu sconfitto dai Sasanidi (battaglia di Callinicum, 296) e rivolte scoppiarono in tutto l'impero, anche gli egiziani si ribellarono.
Il capo della rivolta e auto-proclamato imperatore fu Lucio Domizio Domiziano, ma pare che si trattasse di un fantoccio, mentre il potere effettivo fosse nelle mani di Aurelio Achilleo, il quale concentrò nelle proprie mani il potere politico e quello militare assumendo la carica di Corrector dell'Egitto.
Diocleziano comandò personalmente una spedizione in Egitto per riconquistare la provincia ribelle. Domiziano morì nel dicembre 297, e Achilleo gli subentrò, conducendo la difesa di Alessandria d'Egitto dall'assedio delle truppe di Diocleziano, il quale fece tagliare gli acquedotti. È possibile che la resistenza di Achilleo fosse basata sulla speranza di un intervento dei Sasanidi; pare anche che tentasse una sortita per rompere l'assedio, ma senza successo. Nel marzo del 298 le truppe imperiali entrarono nella città, operando un massacro dei ribelli non solo nella capitale, mentre Achilleo fu messo a morte da Diocleziano, che lo diede in pasto ai leoni nel circo di Nicomedia, come monito ad altri usurpatori